# Hepscheid
Hepscheid est un hameau de la commune belge d'Amblève (en allemand : Amel) située en Communauté germanophone et en Région wallonne dans la province de Liège.
Avant la fusion des communes de 1977, Hepscheid faisait partie de la commune d'Heppenbach.
En 2013, le hameau comptait 69 habitants.

## Situation et description
Hepscheid est un hameau à vocation agricole comptant plusieurs fermes toujours en activité. Il étire ses habitations dans un relief assez vallonné sur les versants herbeux de deux petits ruisseaux.
Le hameau avoisine Möderscheid situé à l'ouest, Bullange au nord-est, Honsfeld à l'est et Heppenbach au sud.
Une petite chapelle bâtie en grès se trouve à un carrefour (altitude : 540 m). La particularité de cet édifice vient du clocheton dont la petite flèche à six pans ainsi que le coq en girouette ont été construits en cuivre aux reflets brillants.